# Ogașu Podului
Ogașu Podului – wieś w Rumunii, w okręgu Caraș-Severin, w gminie Sichevița. W 2011 roku liczyła 7 mieszkańców. 